# Iris pseudonotha
Iris pseudonotha är en irisväxtart som beskrevs av Anatol I. Galushko. Iris pseudonotha ingår i släktet irisar, och familjen irisväxter. Inga underarter finns listade i Catalogue of Life.